# Sarah Kassi
Pour les personnes ayant le même patronyme, voir Kassi.
Sarah Kassi (en arabe : سارة قاسي), née le 9 septembre 2003 à Nogent-sur-Marne en France, est une footballeuse internationale marocaine jouant au poste de milieu défensif.

## Biographie

### Carrière en club

#### Formation à la VGA Saint-Maur
Née à Nogent-sur-Marne, Sarah Kassi est formée à la VGA Saint-Maur club de Val-de-Marne où elle fait toutes ses classes.

#### VGA Saint-Maur (2018-2021)
Alors qu'elle n'a que 15 ans, elle intègre l'équipe senior de la VGA Saint-Maur qui évolue alors en deuxième division nationale. Elle dispute son premier match de D2 le 10 mars 2019 en tant que titulaire contre l'US Orléans (défaite de la VGA, 2-0).
Sarah Kassi dispute quatre matchs de championnat à l'issue de cette première saison avec le groupe senior de la VGA qui se maintient en D2.

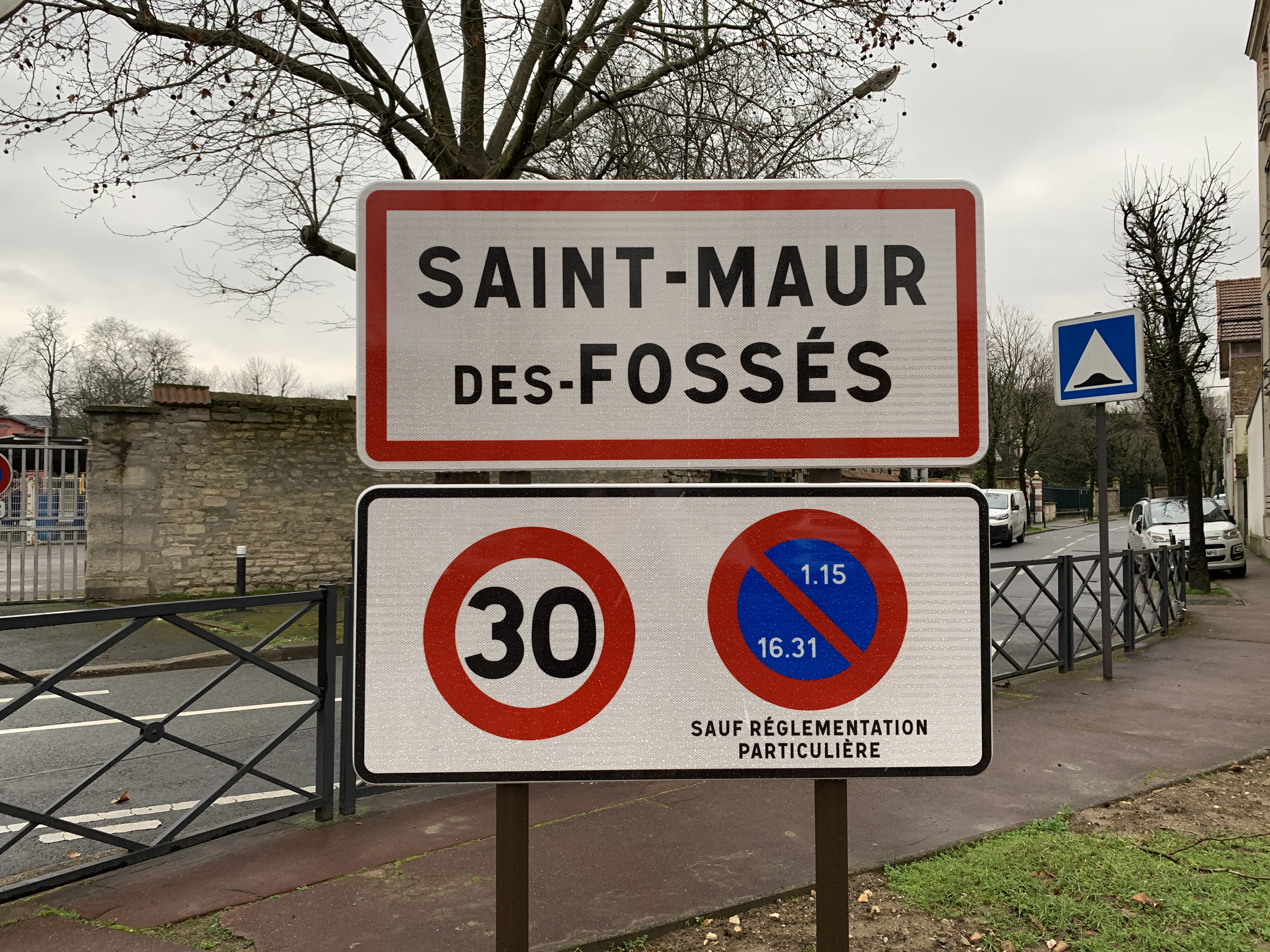
Commune de Saint-Maur-des-Fossés (94)

La saison qui suit (2019-2020) est interrompue par la pandémie de Covid-19. Durant cet exercice qui prend fin prématurément, elle joue un ensemble de 11 matchs et inscrit son premier but avec la VGA, contre le FCSR Haguenau le 24 novembre 2023 à l'occasion du premier tour fédéral de la Coupe de France (victoire, 3-0).
Après plusieurs saisons avec le club de Saint-Maur-des-Fossés, Sarah Kassi quitte le club en juillet 2021 pour s'engager avec le FC Fleury qui évolue en première division.

#### FC Fleury (2021-2025)
En rejoignant le FC Fleury, Sarah Kassi passe de la D2 à la D1.
Elle dispute son premier match officiel avec le club francilien contre le Paris FC, le 3 septembre 2021 à l'occasion de la deuxième journée de championnat en entrant en jeu à la place de l'internationale camerounaise, Grâce Yango. Le match se termine sur une courte défaite de Fleury (1-0).
Entraînée par l'ancien footballeur français Fabrice Abriel, elle est titularisée pour la première fois le 30 octobre 2021 contre le Stade de Reims à l'occasion de la septième journée de championnat qui voit Fleury s'imposer sur la plus petite des marges (1-0).
En Coupe de France, elle et son équipe parviennent à se hisser en demi-finale après avoir éliminé l'OGC Nice (0-3), Strasbourg (1-4), le Paris FC (aux tirs au but 4-3, après 1-1 à la fin du temps réglementaire). Fleury échoue aux portes de la finale face au Paris SG (4-2).
À l'issue de sa première saison avec Fleury qui se maintient dans l'élite, Sarah Kassi fait 23 apparitions pour 6 titularisations.
Elle poursuit son aventure avec le club francilien en participant à la première journée de championnat le 10 septembre 2022 en déplacement chez l'En avant Guingamp où Fleury s'impose s'impose 3 buts à 0.
Le 25 septembre 2022, elle connaît sa première titularisation contre le Paris SG à l'occasion de la troisième journée de D1. Alors que les deux équipes se dirigent vers un match nul, Fleury craque dans les derniers instants sur un but de l'internationale française Grace Geyoro (2-1).
En Coupe de France, Fleury atteint à nouveau le dernier carré de la compétition après avoir sorti Montauban (5-1) et le FC Nantes (6-1). Sarah Kassi et ses coéquipières s'inclinent en demi-finale contre l'OL (2-0).
À l'issue de l'exercice 2022-2023, Kassi totalise 23 apparitions (6 titularisations).
Elle poursuit son aventure avec le club francilien en entrant en jeu lors de la première journée de championnat contre En avant Guingamp le 16 septembre 2023. Match qui voit Fleury s'imposer 3-1.
Le 9 décembre 2023 elle dispute son 50e match sous les couleurs de Fleury, en entrant en jeu face au Stade de Reims.
Après avoir éliminé le LOSC (5-1), Fleury réussit l'exploit de se qualifier pour la première fois en finale de la Coupe de France après avoir éliminé l'Olympique lyonnais aux tirs au but (4-5) après un score vierge à l'issue du temps réglementaire. Sarah Kassi participe à cette séance de tirs au but et convertit son pénalty.
Le 22 mars 2024 contre Paris FC, elle fait sa 50e apparition en D1 en entrant en jeu en fin de match à la place de l'internationale ghanéenne Evelyn Badu.
Fleury affronte donc le Paris SG en finale de la Coupe de France le 4 mai 2024 au Stade de la Mosson. Bien que présente sur le banc, Sarah Kassi ne fait pas d'entrée en jeu lors de cette finale remportée par le PSG sur le score de 1-0.

#### Quatrième et dernière saison avec Fleury
Sarah Kassi prolonge avec Fleury et dispute son premier match de la saison le 22 septembre 2024 contre l'Olymique lyonnais dans le cadre de la première journée du championnat (défaite, 6-2). La journée suivante, le 28 septembre 2024, elle s'illustre sur le terrain de Dijon en inscrivant son tout premier but en Première Ligue et son premier avec le club.
Á l'issue de cet exercice 2024-2025, le FC Fleury termine à la 5e place au classement. Sarah Kassi aura pris part à 18 rencontres en championnat dont 13 en tant que titulaire et inscrit un but pour deux passes décisives. Il s'agit de la dernière saison de l'internationale marocaine avec le club francilien.

### Avec Le Havre (depuis 2025)
Après quatre saisons passées du côté de FC Fleury, Sarah Kassi s'engage au Havre AC pour deux saisons. Le club annonce sa signature le 10 juin 2025.

### Carrière internationale
Avant de connaître la sélection marocaine, Sarah Kassi évolue sous la tunique de l'équipe de France de la catégorie des moins de 16 ans jusqu'aux moins de 19 ans.

#### France -16 ans
Sarah Kassi reçoit une convocation de la part de Cécile Locatelli pour participer en avril 2019 au Tournoi de Montaigu avec l'équipe de France des -16 ans. Tournoi que la France remporte après deux victoires (contre la Corée du Nord et la Chine) et un match nul contre l'Espagne.
Kassi dispute un total de cinq matchs avec ladite sélection, tous titulaire.

#### France -17 ans
Dans la continuité de sa carrière internationale avec les Bleuettes, elle participe en septembre 2019 en Biélorussie aux qualifications à l'Euro 2020. La France se qualifie facilement pour le tour élite en réalisant trois victoires respectivement face à Malte (6-0), face à la Biélorussie (9-0) et face à l'Islande (3-0). Sarah Kassi participe à l'ensemble des matchs en tant que titulaire. Mais en raison de la pandémie de Covid-19, le tour élite n'est pas joué et la compétition est annulée.

#### France -19 ans
Sous la houlette de Sandrine Ringler, Sarah Kassi est convoquée pour disputer en novembre 2021 une double confrontation amicale face à la Belgique à Tubize. Titularisée au premier match qui se solde par une défaite française (2-1), le deuxième se termine par une victoire française (2-0)
Elle est rappelée le stage suivant qui se déroule dans le Sud de l'Espagne en février 2022 où l'France affronte en amical le Danemark et la Norvège,. Les deux matchs qui voient la participation de Sarah Kassi se soldent par des succès français (3-0 face au Danemark et 2-1 face à la Norvège).

#### Équipe du Maroc
Après plusieurs contacts avec la fédération marocaine, elle décide finalement d'opter pour le Maroc au niveau international.
Le sélectionneur Reynald Pedros annonce le 19 juin 2023 une première liste de 28 joueuses pour prendre part à un stage en Autriche du 20 juin au 9 juillet ainsi qu'aux matchs amicaux dans le but de préparer la Coupe du monde 2023. Sarah Kassi figure dans cette pré-liste.
Elle fait ses débuts avec le Maroc le 1er juillet 2023 en étant titularisée contre l'Italie à Ferrare en match de préparation pour le Mondial qui se termine sur un score vierge.
Après le stage effectué en Autriche et les matchs amicaux disputés contre l'Italie et la Suisse, Kassi est sélectionnée dans la liste finale des 23 joueuses retenues pour défendre les couleurs marocaines au Mondial.
Le Maroc fait alors son entrée en lice à la Coupe du monde 2023 en affrontant l'Allemagne lors de la première journée le 24 juillet 2023 dans un match qui se termine sur une large victoire des Allemandes (6-0). Plus jeune joueuse de l'effectif marocain, Sarah Kassi joue son premier match de Coupe du monde à l'âge de 19 ans 10 mois et 15 jours, en tant que titulaire au poste d'arrière droit. Après la déroute face aux Allemandes, le Maroc parvient à remporter une première victoire, contre la Corée du Sud (1-0), puis une deuxième, contre la Colombie (1-0) et réussit à se qualifier pour les huitièmes de finale pour sa première participation, et ce grâce au nul de l'Allemagne contre la Corée. Le parcours des Marocaines prend fin contre les Françaises (4-0). Sarah Kassi dispute l'ensemble des matchs, sauf celui contre la Colombie.

#### JO 2024: Echec des Marocaines au dernier tour
Dans le cadre des préparations aux qualifications des Jeux olympiques 2024, le Maroc reçoit la Zambie les 22 et 26 septembre 2023 pour une double confrontation amicale. Les Marocaines s'inclinent lors des deux rencontres. La première à Casablanca sur le score 2-0 et la deuxième à Rabat sur un lourd score de 6 à 2. Sarah Kassi dispute les deux matchs. Elle entre en jeu lors du premier et dispute le deuxième dans son intégralité, dans un premier temps au milieu de terrain puis dans un second temps au poste d'arrière droit à la suite de la sortie sur blessure de Zineb Redouani. Elle concède un pénalty sur le troisième but zambien.
Elle reçoit une convocation de la part de Jorge Vilda, fraîchement nommé à la tête de l'équipe nationale, pour disputer une double confrontation face à la Namibie les 26 et 31 octobre 2023 dans le cadre du deuxième tour des qualifications des Jeux olympiques 2024. La Namibie étant dans l'incapacité de recevoir, les deux matchs se jouent au Maroc. Les Marocaines s'imposent lors des deux manches. La première à Marrakech le 26 octobre 2023 sur le score de 2-0, et la deuxième à Rabat avec le même score. Bien que dans le groupe, Sarah Kassi ne dispute aucune des deux rencontres,.
Après avoir éliminé la Tunisie (6-2 au score cumulé), les Marocaines sont donc opposées aux Zambiennes lors du 4e et dernier tour des qualifications. Si elle est parvenue à s'imposer en Zambie lors du match aller le 5 avril 2024 sur le score de 2 buts à 1, la sélection marocaine ne parvient pas à se qualifier pour la phase finale des Jeux à la suite de sa défaite 2 à 0 au match retour à Rabat le 9 avril 2024 après prolongations. Sarah Kassi entre en jeu lors du match retour en remplacement d'Élodie Nakkach.

#### Coupe d'Afrique 2024: Échec en finale
Sarah Kassi est convoquée pour disputer deux matchs amicaux contre la Tanzanie et le Sénégal respectivement les 25 et 29 octobre 2024 au Stade Père-Jégo. Les Marocaines remportent les deux rencontres avec un score de 4-1 face aux Tanzaniennes et une large victoire face aux Sénégalaises, 7-0. Sarah Kassi dispute les deux rencontres en tant que titulaire et inscrit son premier but international face au Sénégal,. Le mois qui suit, elle est convoquée pour disputer deux matchs amicaux contre le Botswana et le Mali respectivement les 28 novembre et 3 décembre 2024. Le Maroc remporte les deux rencontres, 3-1 face au Botswanaises et 1-0 face aux Maliennes. Sarah Kassi est titularisée lors des deux matchs.
Toujours dans le cadre des préparations à la CAN, elle est convoquée par Jorge Vilda pour disputer deux matchs amicaux internationaux, face au Ghana et Haïti respectivement les 21 et 25 février 2025 à Casablanca. Les Marocaines s'imposent face aux Ghanéennes (1-0) et font match nul contre les Haïtiennes (1-1). Sarah Kassi entre en jeu face à Haïti,. 
Après une série de stages et matchs amicaux, la FRMF annonce le 24 juin 2025 la liste finale pour la CAN 2024. Sarah Kassi fait partie des joueuses retenues par Jorge Vilda. Le Maroc qui atteint la finale pour la deuxième fois consécutive, ne parvient pas à remporter le titre. Durant cette édition, les Marocaines terminent première de leur groupe après un nul face aux Zambiennes (2-2), une victoire face aux Congolaises (4-2) et un succès face aux Sénégalaises (1-0). En quart de finale, le Maroc élimine le Mali (3-1) puis s'impose en demi-finale aux tirs au but face Ghana (4-2, 1-1 après prolongations). Les joueuses de Jorge Vilda s'inclinent en finale face au Nigeria (3-2) après avoir mené au score (2-0) jusqu'à l'heure de jeu. Sarah Kassi entre en jeu contre le Ghana et le Nigeria.

## Palmarès

### En club
FC Fleury 91
- Coupe de France
  -  Finaliste : 2023-24

### En sélection
Équipe du Maroc
- Coupe d'Afrique des nations
  -  Finaliste : 2024